# Carl's Corner (Teksas)
Carl's Corner je gradić u američkoj saveznoj državi Teksas. Prema popisu stanovništva iz 2010. u njemu je živjelo 173 stanovnika.